# 2013年の自転車競技
2013年の自転車競技（2013ねんのじてんしゃきょうぎ）では2013年の自転車競技について記述する。

## できごと

### 1月
- 4日
  - 当年で100回目を迎えるツール・ド・フランスの関連大会を誘致するべく、さいたま市の外郭団体である、さいたまスポーツコミッションが、ツール・ド・フランスの主催者であるアモリ・スポル・オルガニザシオン(ASO)と前年夏頃より交渉を進め、当年10月頃に、同市中央区のさいたま新都心に3キロから5キロの周回コースを作り、当年のツール・ド・フランスで上位に入った選手ら30人前後を招待するほか、日本からも20人ほどの選手の参加を見込んだレースを開催する方向で具体的な交渉に入ることが明らかになった[1]。
  - ニューヨーク・タイムズは、前年に永久追放処分を受けたランス・アームストロングが、ドーピングの事実を公にすることを検討していると報じた。同紙はドーピング事実を認めることにより、競技者復帰を目指す狙いがあるものだとしている[2]。
- 8日
  - 当年のジロ・デ・イタリアに出場する22チームが決定。前年、UCIプロチーム除外を受け、スポーツ仲裁裁判所(CAS)で係争中のカチューシャは選出されなかった[3]。
- 9日
  - 日本自転車競技連盟（日本車連）の新会長に、参議院議員で、日本スケート連盟の会長を務める橋本聖子が就任することが、同連盟より発表された[4][5]。
- 14日
  - ランス・アームストロングは、米テキサス州オースティンで受けたテレビインタビューで、ドーピング事実を認めた。なお、インタビューは当月17日に放送される[6]。
- 15日
  - 国際オリンピック委員会(IOC)のディック・パウンドは、ランス・アームストロングがドーピング事実を告白したことに関連して、『問題を解決するための期間として4─8年の間自転車を五輪の実施競技から外し、「問題が収まった段階で五輪に戻すことも一案」。「自転車競技がクリーンになる唯一の方法は、五輪から外されることによって関係者に危機感を持たせること」』と述べ、自転車競技そのものをオリンピックから除外することを示唆した[7]。
- 16日
  - 当年のブエルタ・ア・エスパーニャの全コースが発表され、全21ステージ中、山頂ゴール数が11という、山岳偏重ともいうべき内容となった[8]。
- 17日
  - 国際オリンピック委員会(IOC)は、ランス・アームストロングのシドニーオリンピック・個人タイムトライアル(ITT)における銅メダルを剥奪することを決め、アームストロングに返還を求めたことを明らかにした[9]。
  - ランス・アームストロングがテレビ司会者のオプラ・ウィンフリーとのインタビューでドーピングを告白した内容がテレビ放映された。その中でアームストロングは、『ツール・ド・フランス7連覇はすべて薬物の助けを借りていた。エリスロポエチンや筋肉増強剤を使用し、血液ドーピングにも手を染めた。』と述べた。そして、これまで一貫して薬物使用を認めなかった理由について、『あまりに完璧なストーリーが長く続いたため』と説明した[10][11][12]。
  - アモリ・スポル・オルガニザシオン(ASO)は、2014年のツール・ド・フランスのグランデパール（スタート地点）をイギリスのヨークシャーと定め、同地で行われる第1〜3ステージの概要を発表[13]。
- 18日
  - メキシコのアグアスカリエンテスで行われたUCIトラックワールドカップ2012-2013の第三戦・男子ケイリンで、当大会ではシクロチャンネルトウキョウ(CCT)のメンバーとして登録されている渡邉一成が2位に入った[14]。
  - 前年の9月21日に行われた競技外のドービング検査でエリスロポエチン(EPO)陽性になったフランスのストゥヴ・ウアナールに対し、国際自転車競技連合(UCI)は2年間の資格停止処分を下した[15]。
  - ランス・アームストロングへのインタビュー番組の後編が放送され、アームストロングは、『スポンサー企業との契約打ち切りなどが相次ぎ、1日で7500万ドルの収入を失う場面に遭遇した』ことを明らかにした[16]。
- 20日
  - トム・ボーネンが敗血症性感染症で左ヒジの緊急手術を受けたと、オメガファーマ・クイックステップが発表した。一週間前に自宅近くの林でマウンテンバイクで、左ヒジに小さな切り傷を負ったところ、それがバクテリアに感染したのが原因だという[17]。
- 22日
  - UCIはバイオロジカル・パスポートの血液プロフィールの情報に基づき、ベルギーのレイフ・ホストにアンチドーピング規則違反の疑いがあるため、ベルギー車連に懲罰手続きを開始するように要請したと発表した[18]。
- 23日
  - ロイターによるアンケートによると、当月17、18日に放送されたランス・アームストロングのインタビュー番組に対し、ドーピングに対する謝意が感じられたかと問うたところ、そう感じられたとの回答はわずか12%だった。また、57%が永久追放でよいと回答した[19]。
- 25日
  - 当月27日に放送予定のCBSの番組、60 Minutesに出演するためにインタビューに応じた合衆国アンチ・ドーピング機関(USADA)のCEO・トラヴィス・タイガートは、過日のランス・アームストロングのインタビューの内容について、虚偽があまりにも多すぎるなど、批判に終始した[20]。
- 27日
  - スペシャライズド・ジャパンが、フロントフォークのステアチューブに不具合があり、乗車中にフロントフォークが破損する恐れがあることが判明したとして、『2012,2013 年 TARMAC SL4』『2013 年 CRUX』『2013 年 SECTEUR EXPERT DISC』の車種についてリコールすると発表[21]。
  - ツアー・ダウンアンダー最終日が行われ、トム・スラフテルが総合優勝[22]。
- 31日
  - ルクセンブルクアンチドーピング機構(LADA)は、利尿促進剤キシパミドの陽性反応により、前年のツール・ド・フランスでの強制リタイア以降、レース活動から遠ざかっているフランク・シュレクに対し、1年間の出場停止処分を下した。なお、出場停止期間は当年7月13日まで[23]。

### 2月
- 1日
  - アメリカ合衆国、ルイビルで開催の当年のシクロクロス世界選手権は当初、当月2、3の両日行われる予定だったが、オハイオ川の水位上昇傾向が48時間程度続く見込みであることから、急遽、2日だけの開催に変更になった[24]。
- 2日
  - シクロクロス世界選手権が行われ、男子はスヴェン・ネイスが8年ぶり2度目[25]、女子はマリアンヌ・フォスが5年連続6度目の優勝[26]。
- 6日
  - アメリカの保険会社、SCAプロモーションズは、過去にランス・アームストロングに支払った1200万ドルの報奨金の返還を求めて訴訟を起こす意向であることを明らかにした[27]。
- 7日
  - アメリカの経済誌・フォーブスは、米国で最も嫌われているスポーツ選手ベスト10を世論調査し、ランス・アームストロングが第一位となったことを発表した[28]。
- 13日
  - 当年のUCIワールドツアー対象レースとして予定されていた、ツアー・オブ・杭州について、UCIは同ツアーレベルでレースを主催する基本条件が整わなかったため、このプロジェクトは凍結してしまったことを明らかにし、同レースを除外することを決めた。なお、ツアー・オブ・杭州が除外となったことにより、ツアー・オブ・北京の日程が繰り上がることになり、10月11日〜15日までの日程で行われる予定[29]。
- 15日
  - 当年シーズンのUCIプロチームから除外されたことを不服として、スポーツ仲裁裁判所(CAS)に訴えていたカチューシャに対する裁定が下され、CASは、カチューシャの訴えを認めた[30]。
- 18日
  - UCIは、スポーツ仲裁裁判所(CAS)がカチューシャに対してUCIプロチーム認定を裁定したことにより、当年限りの措置として、当年のUCIワールドツアーライセンスチーム数を19にすることを表明。これにより、前月に招待されなかった当年のジロ・デ・イタリアについても参加できる可能性が出てきた[31]。
- 20日
  - トラックレース世界選手権が、ミンスク・アリーナで開幕。4種目で決勝が行われ、男子1kmタイムトライアルはフランソワ・ペルヴィス（フランス）、女子個人追抜はサラ・ハマー、女子チームスプリントはドイツ（クリスティーナ・フォーゲル、ミーリアム・ヴェルテ）、男子団体追抜はオーストラリア（グレン・オシェイ、アレクサンダー・エドモンソン、マイケル・ヘップバーン、アレクサンダー・モーガン）がそれぞれ優勝。
- 21日
  - トラックレース世界選手権2日目が行われ、女子500mタイムトライアルは李慧詩（香港）、男子個人追抜はマイケル・ヘップバーン（オーストラリア）、女子団体追抜はイギリス（ローラ・トロット、ダニ・キング、エリノア・バーカー）、男子スクラッチはマーティン・アーヴァイン（アイルランド）、男子チームスプリントはドイツ（レネ・エンダース、シュテファン・ベティヒャー、マキシミリアン・レヴィ）がそれぞれ優勝。
  - 2014年のジロ・デ・イタリアのスタート地点がアイルランドのベルファストに決まった[32]。
- 22日
  - トラックレース世界選手権3日目が行われ、女子スクラッチはカタジィナ・パヴウォヴスカ（ポーランド）、男子ポイントレースはサイモン・イェーツ（イギリス）、男子ケイリンはジェイソン・ケニー（イギリス）がそれぞれ優勝。
  - アメリカの司法省は、USポスタルサービスに2001〜04年だけで3100万ドル（約29億円）を支出していたことを踏まえ、その間、USポスタルサービス・チームに在籍していたランス・アームストロングがドーピングしていたことは契約違反だとして、損害賠償訴訟に参加することを表明[33]。
- 23日
  - トラックレース世界選手権4日目が行われ、女子ポイントレースはヤルミラ・マハチョヴァー（チェコ）、男子オムニアムはアーロン・ゲイト（ニュージーランド）、女子スプリントは、レベッカ・ジェイムス（イギリス）がそれぞれ優勝。
- 24日
  - トラックレース世界選手権最終日が行われ、女子オムニアムはサラ・ハマー（アメリカ）、男子スプリントはシュテファン・ベティヒャー（ドイツ）、男子マディソンは、フランス（ヴィヴィアン・ブリス、モルガン・クネスキ）、女子ケイリンは、レベッカ・ジェイムス（イギリス）がそれぞれ優勝。

### 3月
- 10日
  - パリ〜ニース最終日が行われ、リッチー・ポートが総合優勝[34]。
- 12日
  - ティレーノ〜アドリアティコ最終日が行われ、ヴィンチェンツォ・ニバリが総合2連覇[35]。
- 15日
  - フェリーチェ・ジモンディが、ジロ・デ・イタリアの殿堂入りを果たした[36]。
- 17日
  - ミラノ〜サンレモが行われ、ゲラルト・ツィオレックが優勝[37]。
- 22日
  - E3・ハレルベークが行われ、ファビアン・カンチェッラーラが優勝[38]。
- 24日
  - ヘント〜ウェヴェルヘムが行われ、ペーター・サガンが優勝[39]。
  - カタルーニャ一周最終日が行われ、ダニエル・マーティンが総合優勝[40]。
- 25日
  - 当年10月26日に、さいたま市で行われるさいたまクリテリウムbyツールドフランスの調印式が行われた[41]。
- 31日
  - ロンド・ファン・フラーンデレンが行われ、ファビアン・カンチェッラーラが優勝[42]

### 4月
- 6日
  - バスク一周最終日が行われ、ナイロ・キンタナが総合優勝[43]。
- 7日
  - パリ〜ルーベが行われ、ファビアン・カンチェッラーラが優勝[44]
- 14日
  - アムステルゴールドレースが行われ、ロマン・クロイツィガーが優勝[45]。
- 15日
  - サー・クリス・ホイが現役引退することに。当月18日に記者会見を行う[46]。
- 17日
  - フレッシュ・ワロンヌが行われ、ダニエル・モレノが優勝[47]。
- 21日
  - リエージュ〜バストーニュ〜リエージュが行われ、ダニエル・マーティンが優勝[48]。
- 23日
  - アレッサンドロ・ペタッキがランプレ・メリダの公式サイトで引退を表明[49]。
- 27日
  - 当年開催の第100回ツール・ド・フランスに出場するチームが発表された[50]。UCIプロチームの19チーム及び、コフィディス、チーム・ヨーロッパカー、ソジャスュンのワイルドカード3チームを含めた、合計22チーム。
- 28日
  - ツール・ド・ロマンディ最終日が行われ、クリス・フルームが総合優勝[51]。

### 5月
- 3日
  - 当年のブエルタ・ア・エスパーニャに出場する22チームが決定[52]。
- 10日
  - 当年のジャパンカップサイクルロードレースの概要が決定[53]。
- 12日
  - マウンテンバイクアジア選手権において、男子・クロスカントリーで山本幸平が5連覇、女子・ダウンヒルで末政実緒が3年ぶり11回目の優勝[54]。
- 18日
  - 岸和田競輪場に隣接するサイクルピア岸和田で行われた全日本プロ選手権自転車競技大会のBMXで、古性優作が3連覇を達成[55]。
- 20日
  - デニス・メンショフが現役引退を表明[56]。
- 21日
  - 国際自転車競技連合(UCI)は、シルヴァン・ジョルジュに、当月10日に行われたジロ・デ・イタリア第7ステージ終了後に行われた尿検査の結果、興奮剤のヘプタミノールの陽性反応が確認され、Bサンプルでも同様の陽性が出たため、処分を下す旨を表明[57]。
- 24日
  - ポンテ・ディ・レーニョ 〜 ヴァル・マルテッロ間、139kmのコースで行われる予定だった。ジロ・デ・イタリア第19ステージは、積雪のため中止となった[58]。
- 25日
  - 国際自転車競技連合(UCI)は、ダニーロ・ディルーカに、当年4月29日、世界アンチ・ドーピング機関公認の研究所で行われた競技外ドーピング検査の結果、エリスロポエチン(EPO)陽性反応が確認されたと発表した[59]。
- 26日
  - ジロ・デ・イタリア最終日が行われ、ヴィンチェンツォ・ニバリが初の総合優勝[60]。
  - ツアー・オブ・ジャパン最終日が行われ、フォルトゥナート・バリアーニが、同レース史上初の総合2連覇を達成[61]。
- 31日
  - 前年のツール・ド・フランス総合優勝者、ブラッドリー・ウィギンスが、膝の故障が原因で当年のツール・ド・フランスを欠場すると、所属チームのチームスカイが発表した[62]。

### 6月
- 2日
  - ツール・ド・熊野最終日が行われ、フリアン・アレドンドが総合優勝。
- 3日
  - 国際自転車競技連合(UCI)は、マウロ・サンタンブロージョに、当年5月4日に行われたジロ・デ・イタリア第1ステージ終了後に行われた尿検査の結果、エリスロポエチン(EPO)陽性反応が確認されたと発表した。[63]。
- 6日
  - 当年のツール・ド・熊野において、ヴィーニ・ファンティーニ＝セッレ・イタリアに対し、ドーピング検査員が意図的にランダム検査から外した疑惑が浮上。これに対し、日本アンチ・ドーピング機構は、「不適切な行為等の事実は一切ない」と否定した[64]。
- 9日
  - 全日本選手権個人タイムトライアルが行われ、男子は大場政登志が初優勝[65]。女子は、與那嶺恵理が萩原麻由子の6連覇を阻み、こちらも初優勝[66]。
  - クリテリウム・デュ・ドフィネ最終日が行われ、クリス・フルームが総合優勝[67]。
- 16日
  - ツール・ド・スイス最終日が行われ、ルイ・コスタが総合2連覇を達成[68]。
- 22日
  - 全日本選手権・ロードレースが行われ、男子は新城幸也が2度目、女子は與那嶺恵理が初優勝[69]。
- 24日
  - ヤン・ウルリッヒが、スペイン人医師エウフェミアーノ・フエンテスの処置を受け、ドーピングを行っていたことを、24日発売のドイツの週刊誌フォークスに告白。これを受け、国際オリンピック委員会(IOC)は、2000年のシドニーオリンピック・個人ロードレースで獲得した金メダルの剥奪に言及した[70]。
- 25日
  - ラボバンクの撤退により、今チームより名称を変更したブランコの新スポンサーが決定し、ベルキン・プロサイクリング・チームとして活動することになった[71]。
- 26日
  - トレック・バイシクルは、レディオシャック・レオパード・トレックのUCIワールドツアーライセンスを、チームオーナーであるレオパードSAから取得したと表明。これにより、2014年シーズンからトレックがチームオーナーとなることが決定[72]。
- 29日
  - 第100回ツール・ド・フランス第1ステージのゴール地点であるバスティアでゴール直前、本来ならば直前でコースから外れるはずのオリカ・グリーンエッジのバスが、地元警察の誘導の不徹底が災いしてゴール線まで進んでしまったばかりか、ゴール線を示すバナー・アーチに激突して立ち往生し、白煙を上げるハプニングがあった[73]。このため、一旦はゴールラインが残りあと9km地点で急遽変更のアナウンスが選手に伝えられた。しかしまもなくしてバスが退いたため、その数分後には再度元のゴール地点とするというアナウンスがラジオツールで伝えられたものの、多くの選手が元のゴール地点となることを知らず、変更したゴール地点を目指して走行していたこともあり、前方で大量落車が発生するというドタバタ劇が演じられた[74]。

### 7月
- 3日
  - ファビアン・カンチェラーラが、トレック・バイシクルがチームオーナーとなる新チームと、2014年から3年間の契約で入団合意[75]。
- 5日
  - レディオシャック・レオパード・トレックは、ドーピング違反により出場停止中のフランク・シュレクと再契約を結ばないと発表[76]。
  - 当年のジャパンカップサイクルロードレース出場チームが発表された[77]。
- 6日
  - 兄・フランクのレディシャック・レオパード退団が決定したことを受け、弟のアンディ・シュレクが移籍を示唆[78]。
- 7日
  - 全日本BMX選手権大会が日本サイクルスポーツセンターで行われ、男子は長迫吉拓が3連覇を達成。女子は瀬古遥加が初優勝[79]。
- 10日
  - 清水勇人さいたま市市長が、ツール・ド・フランス第11ステージのゴール地点であるモン・サン＝ミシェルを訪れ、当年10月26日に行われる、さいたまクリテリウムbyツールドフランス2013の発表会が開催された[80]。
- 16日
  - 当年のツアー・オブ・ターキーで総合優勝したトルコのムスタファ・サヤルに、当年3月に行われたツアー・オブ・アルジェリアにおける尿検査でエリスロポエチンの陽性反応が確認されたと、国際自転車競技連合が発表[81]。
- 20日
  - 全日本マウンテンバイク選手権大会・クロスカントリーが日本サイクルスポーツセンターで行われ、男子は山本幸平が6連覇を達成。女子は、当初與那嶺恵理が1着入線したが、レース途中に他者の援護を受けたと判定され4位降格。繰り上がった中込由香里が5度目の優勝を果たした[82]。
- 21日
  - ツール・ド・フランス最終日は、一行がパリのシャンゼリゼ通りに到着したのは21時45分頃という薄暮レースとなった。第8ステージ以降マイヨ・ジョーヌを守ってきたクリス・フルームが初の総合優勝を飾った[83]。
  - 全日本マウンテンバイク選手権大会・ダウンヒルが日本サイクルスポーツセンターで行われ、男子は井手川直樹が7年ぶりに優勝、女子は末政実緒が14連覇を達成[84]。
- 24日
  - レディオシャック・レオパード・トレックに代わる、トレック・バイシクルが母体となる新チームにおいて、当初フランク・シュレクと再契約を結ばないことになっていたが、弟のアンディ・シュレクが移籍をほのめかしたことから、トレックは態度を一変。来シーズンもフランクと契約を結ぶことを決め、これにより、アンディも残留することになった[85]。
  - フランス上院のドーピング調査委員会は、1998年ツール・ド・フランスの期間中に採取された18名のサンプルからエリスロポエチン(EPO)が検出されたとする報告書を発表。EPO使用の痕跡が検出されたのは18名。総合1位と2位のマルコ・パンターニ（イタリア）とヤン・ウルリッヒ（ドイツ）の他、ローラン・ジャラベール（フランス）やマリオ・チポッリーニ（イタリア）ら、トップ選手の名前が挙がった。その他にも総合3位ボビー・ジュリック（アメリカ）ら12名から「疑わしい値」が検出された[86]。
  - BMX世界選手権・ガールズ14歳クラスで榊原爽が優勝[87]。
  - BMX世界選手権・ボーイズ15歳クラスで山口大地が3位に入った[88]。
- 25日
  - チーム・サクソ - ティンコフを運営する、ビャルヌ・リースがオーナーのリースサイクリングは、当年限りで共同スポンサーのティンコフバンクと契約を打ち切ると発表[89]。
- 27日
  - クラシカ・サンセバスティアンが行われ、トニ・ガロパンが優勝[90]。
  - トラックレース全日本選手権大会・男子4km個人追抜競走で、橋本英也が3連覇[91]。
- 28日
  - BMX世界選手権男女エリート決勝が行われ、男子はリアム・フィリップス（イギリス）が優勝。また長迫吉拓が日本人選手として初めて決勝に進出し7位[92]。女子はキャロライン・ブキャナン（オーストラリア）が優勝。
  - トラックレース全日本選手権大会・女子スプリントで、前田佳代乃が5連覇を達成[93]。

### 8月
- 2日
  - オメガファーマ・クイックステップは来シーズンの陣容に関して、当年4月23日に現役引退表明したアレッサンドロ・ペタッキを復帰させることや、リゴベルト・ウランとマーク・レンショーの移籍に合意したと発表[94]。
- 4日
  - ツール・ド・ポローニュ最終日が行われ、ピーター・ウェーニングが総合優勝[95]。
- 8日
  - 来シーズン、別府史之がオリカ・グリーンエッジから、トレック・バイシクルがチームオーナーとなる新チームへ移籍することになった[96]。
- 9日
  - 来シーズン、トニ・ガロパンがロット・ベリソル、トム＝イェルト・スラフテルがガーミン・シャープへそれぞれ移籍することに合意[97]。
- 14日
  - 2012年のロンドンオリンピック・女子個人タイムトライアルで銀メダルを獲得したユーディト・アルントが、ロシアのプーチン政権が制定した同性愛に関する宣伝を規制する法律を批判し、ソチ五輪のボイコットを呼び掛けた[98]。
- 18日
  - エネコ・ツアー最終日が行われ、ズデネク・シュティバルが総合優勝[99]。
- 20日
  - 国際自転車競技連合は、当年のツール・ド・フランスの大会期間中に行われたアンチドーピング検査では、陽性の結果は出なかったと発表した[100]。
- 22日
  - スイスのコンチネンタルプロチーム、IAMは来シーズン、シルヴァン・シャヴァネル、ジェローム・ピノー、マティアス・フランク、ローガー・クルーゲ、ビセンテ・レイネスとの契約に合意したと発表[101]。
- 23日
  - 当年のロードレース世界選手権日本代表メンバーが発表されたが、男子エリート、同アンダー23(U23)の出場枠が取れず、両種目の当年の参加選手は不在となった[102]。
- 25日
  - ヴァッテンフォール・サイクラシックスが行われ、ヨーン・デーゲンコルプが優勝[103]。
- 31日
  - マウンテンバイク世界選手権・クロスカントリーが行われ、男子はニノ・シューター（スイス）、女子はジュリー・ブルセ（フランス）が優勝[104]。

### 9月
- 1日
  - マウンテンバイク世界選手権・ダウンヒルが行われ、男子はグレッグ・ミナー、女子はレイチェル・アサートンが優勝[105]。
  - GP西フランス・プルエーが行われ、フィリッポ・ポッツァートが優勝[106]。
  - 全日本大学対抗選手権自転車競技大会（インカレ）最終日が行われ、男子は鹿屋体育大学が初の総合優勝を果たし、男子で30連覇中の日本大学は同2位に終わった。女子も鹿屋体育大学が10年連続の総合優勝を果たした[107]。
- 2日
  - 来シーズンの活動を断念したエウスカルテル・エウスカディを、F1ドライバーのフェルナンド・アロンソがチームライセンスを買収し、存続を保証する暫定合意を結んだとの表明が、バスク・プロサイクリングチームとともに行われた[108]。
- 7日
  - 2020年の夏季オリンピックの開催地が東京に決まった。自転車競技はロードレースを同年7月25日、26日、29日、トラックレースを同年7月30日〜8月4日、BMXを同年8月5日〜7日、マウンテンバイクレースを同年8月8日、9日に開催する予定[109]。
- 12日
  - ランス・アームストロングが、メダル剥奪決定を受けた2000年のシドニーオリンピック・個人タイムトライアルで獲得した銅メダルを、アメリカ合衆国オリンピック委員会に返還した[110]。
- 13日
  - グランプリ・シクリスト・ド・ケベックが行われ、ロベルト・ヘーシンクが優勝[111]。
- 15日
  - ブエルタ・ア・エスパーニャ最終日が行われ、41歳のクリス・ホーナーが総合優勝。グランツール史上最年長記録とあいまった[112]。
  - グランプリ・シクリスト・ド・モンレアルが行われ、ペーター・サガンが優勝[113]。
- 16日
  - ツール・ド・北海道最終日が行われ、トマ・ルバが総合優勝[114]。
- 20日
  - キャノンデール・プロサイクリングは、8月21日に行なわれた競技外ドーピング検査で採取された尿サンプルから、クロステボルの陽性反応が出たステファノ・アゴスティーニを解雇したと発表した[115]。
- 22日
  - ロードレース世界選手権・チームタイムトライアルが行われ、男子[116]はオメガファーマ・クイックステップ、女子[117]は、スペシャライズド・ルルレモンがそれぞれ連覇を達成。
- 23日
  - 過日暫定合意に達したと伝えられたエウスカルテル・エウスカディとフェルナンド・アロンソとの交渉が決裂。これにより、エウスカルテル・エウスカディの今シーズン限りの解散が決まった[118]。
- 24日
  - 世界選手権・女子個人タイムトライアルが行われ、エレオノラ・ファン・ダイク（オランダ）が優勝[119]。
- 25日
  - 世界選手権・男子個人タイムトライアルが行われ、トニー・マルティン（ドイツ）が3連覇を達成[120]。
  - さいたまクリテリウムbyツールドフランスの出場選手が発表された[121]。
- 27日
  - 国際自転車競技連合(UCI)の会長選挙が行われ、イギリス人のブライアン・クックソンが24対18で現職のアイルランド人・パット・マッケイドを下し、新会長に選出された[122]。
- 28日
  - 世界選手権・女子個人ロードレースが行われ、マリアンヌ・フォス（オランダ）が2連覇[123]。
- 29日
  - 世界選手権・男子個人ロードレースが行われ、ルイ・コスタ（ポルトガル）が優勝[124]。

### 10月
- 1日
  - 2014年のUCIワールドツアーの日程が決まった[125]。
- 2日
  - 立川競輪場で行われている第68回国民体育大会のエキシビションレース、女子チームスプリントで、日本競輪学校第106期生チームである、小林優香、石井貴子が、56秒333の日本記録を樹立[126]。
- 5日
  - UCIは、当月1日までに2014年のUCIプロチームに参加申請を行ったチームを発表。これによると、エウスカルテル・エウスカディは過日述べたとおり解散が決定、また、ヴァカンソレイユ・DCMもベルギーのアクセントジョブス・ワンティとチームを合併した上で、プロフェッショナルコンチネンタルチームへの申請を行ったため、それぞれ、今シーズン限りでUCIプロチームとしての活動を終えることになった[127]。
- 6日
  - ジロ・ディ・ロンバルディアが行われ、ホアキン・ロドリゲスが連覇を達成[128]。
- 7日
  - 2014年のジロ・デ・イタリアの全行程が発表された[129][130]。
- 9日
  - ジャパンカップサイクルロードレースに出場予定だったクリス・フルームが、仙腸関節の炎症が癒えず欠場することになった[131]。なお、さいたまクリテリウムbyツールドフランスは参加する予定。
  - チームNIPPO-デローザとヴィーニ・ファンティーニ - ダンジェロアンティヌッチが合併し、2014年シーズンより、ヴィーニ・ファンティーニ - NIPPO・デローザとして活動することになった[132]。
  - 新城幸也が、チーム・ヨーロッパカーと新たに2年間の契約を結んだ[133]。
- 14日
  - イタリアオリンピック委員会(CONI)は、当年4月29日に通算3度目のドーピング違反が確認されたダニーロ・ディルーカの永久追放処分を求めた[134]。
- 15日
  - UCIワールドツアー2013の最終戦にあたるツアー・オブ・北京最終日が行われ、ベニャト・インチャウスティが総合優勝[135]。
  - UCIワールドツアー2013の最終成績が決まり、個人総合は607ポイントを獲得したホアキン・ロドリゲスが3度目の総合優勝[136]。
- 19日
  - ジャパンカップクリテリウムが宇都宮大通りで行われ、スティール・ヴォン・ホフが優勝[137]。
- 20日
  - ジャパンカップサイクルロードレースが行われ、マイケル・ロジャースが優勝[138]。
- 23日
  - 2014年のツール・ド・フランスの全行程が発表された[139][140]。タイムトライアルのステージは最終ステージひとつ前のわずか1回だけ。
- 26日
  - さいたまクリテリウムbyツールドフランスが行われ、クリス・フルームが優勝[141]。また同レース終了後、福島晋一の引退セレモニーが行われた[142]。
- 30日
  - 当年のヴェロ・ドールの投票結果が発表され、クリス・フルームが受賞[143]。
  - ライダー・ヘシェダルが、マウンテンバイクレース選手だった2003年にエリスロポエチンを使用したことを認めた[144]。

### 11月
- 4日
  - 日本自転車競技連盟は、2014年度の主要レース日程を発表[145]。
  - 2016年開催のリオデジャネイロオリンピックを見据え、日本ナショナルチームのジャージデザインが一新されることになった[146]。
  - 2大会連続でオリンピックの金メダリストとなったエリカ・サルミャーエが腰の手術に必要な医療費の捻出のため、ソウル（1988年）、バルセロナ（1992年）の両大会で獲得した金メダル競売にかけて計5万ポンド（約800万円）で売却した。加えてサルミャーエは、現役時代に使用していた自転車も売却し、総額は8万ポンド（約1260万円）となった[147]。
- 8日
  - 2015年のツール・ド・フランスの「グラン・デパール」（初回ステージのスタート地点）が、オランダのユトレヒトに決まった[148]。
- 10日
  - ツール・ド・おきなわが行われ、男子チャンピオンクラスは、ビセンテ・ガルシアが「イレギュラースプリント」と見なされ、1着入線ながらも10位に降格。2着入線の初山翔が優勝となった[149]。
- 11日
  - 当年開催のブエルタ・ア・エスパーニャでは、ドーピング陽性選手は一人もいなかったことが発表された[150]。
- 13日
  - ミヤタサイクルが、2014年シーズンより宇都宮ブリッツェンの冠スポンサーとなることが発表された[151]。
- 14日
  - イタリアオリンピック委員会(CONI)は、マントーヴァ警察が捜査を行ったドーピング疑惑の渦中にいたアレッサンドロ・バッランに対し、2年間の出場停止処分を要求[152]。
- 18日
  - ランス・アームストロングが、1999年のツール・ド・フランスでコルチゾンの陽性反応が出たにもかかわらず、当時の国際自転車競技連合会長のハイス・フェルブリュッヘンが、「フェスティナ事件」と称する1998年のツール・ド・フランスにおける大ドーピングスキャンダルが起こった背景を踏まえ、当該事実を隠蔽したと、デイリーメールに暴露した[153]。
- 22日
  - 宮澤崇史が、2014年シーズンはヴィーニ・ファンティーニ - NIPPO・デローザで活動することになった[154]。
- 25日
  - 当月23日から25日にかけて、ランプレ・メリダの機材倉庫に空き巣が入り、バイクやチーム専用車などを盗まれた[155]。
  - キャノンデールの2014年陣容が発表されたが、当年シーズン在籍した増田成幸の名はなく、増田はチームを離れることになった[156]。
- 28日
  - ユトレヒトにグランデパールが決まった2015年のツール・ド・フランスについて、同年7月4日に行われる第一ステージは13.7kmの個人タイムトライアルとなることが決まった[157]。

### 12月
- 2日
  - ロシアの資産家であるオレグ・ティンコフは、Googleのロンドン本社で記者会見を行い、チーム・サクソ - ティンコフの母体であるリースサイクリングを、オーナーであるビャルヌ・リースから買い取り、自らが単独オーナーとなることを表明。これに伴い、2014年シーズンより、ティンコフ・サクソと名称を変更することになった[158]。
- 3日
  - 当年のツール・ド・フランスの最終ステージで、凱旋門の環状道路を含む周回コースが初めて採用されたが、2014年のツール・ド・フランスでも同様に最終ステージのコースとして採用されることが決まった[159]。
  - さいたまクリテリウムbyツールドフランスの総事業費が、当初想定の3億5000万円から5億〜6億円規模に膨らむ見通しであることが分かった。為替の円安・ユーロ高などが背景。追加負担が必要になったため、さいたま市は開会中の12月定例市議会に1億5000万円の補正予算案を追加提案する方針を固めた[160]。
  - 2011年にジロ・デ・イタリアの総合ディレクターに就任したミケーレ・アックアローネに、1300万ユーロを横領した疑いが持ち上がったため、RCSスポルトはアックアローネを解雇[161]。
- 5日
  - フアン・ホセ・コーボがコンヤ・トルク・セケルスポールに移籍[162]。
  - イタリアオリンピック委員会(CONI)は、3度目のドーピング陽性が確認されたダニーロ・ディ・ルーカに対し、永久追放に値する、生涯資格停止処分を下した[163]。
- 8日
  - 全日本シクロクロス選手権大会がマキノ高原で行われ、男子は竹之内悠が3連覇[164]、女子は宮内佐季子が連覇[165]。
- 10日
  - UCIワールドツアー2014に参加する、18のUCIプロチームが決定[166]。
- 13日
  - 2014年のロードレース世界選手権のコース図が発表された[167]。
  - ステファノ・ガルゼッリが当年シーズン限りで現役を引退。来シーズンよりネーリ・ソットーリの監督に就任[168]。
- 17日
  - UCIは、ジョナサン・ティエナン・ロックのバイオロジカルパスポートのデータに不規則な値が認められたとして、イギリス車連に懲戒手続きを要請したと発表した[169]。
  - さいたまクリテリウムbyツールドフランスで約2億円の赤字が出た問題で、さいたま市議会は、同市が交付した約1億5千万円の補助金が適正に使われたかどうかを検証するため、監査委員に監査を求める決議案を全会一致で可決した[170]。
- 18日
  - UCIは、当年のジャパンカップサイクルロードレースで優勝したマイケル・ロジャースの、同レース終了後に行われた尿検査の結果、クレンブテロールの陽性反応が確認されたと発表。ロジャースは食物汚染の結果であるとして、故意ではないと主張した[171]。
  - さいたまクリテリウムbyツールドフランスの赤字問題に関連したさいたま市議会の予算委員会が行われ、運営事務を担当したさいたま観光国際協会の専務理事は、『「為替差損があり、8月の時点で大幅な赤字になることは分かっていた」と説明した上で「企業からの協賛金で穴埋めしようと頑張っていた」』と言明[172]。
- 19日
  - さいたまクリテリウムbyツールドフランスの赤字問題で、さいたま市議会予算委員会は、同市が補助金として1億5200万円の追加支出を求めた補正予算案についての審議を行わず、採決に至らなかった。このため、本会議での委員長報告も行わなかった[173]。
- 20日
  - さいたまクリテリウムbyツールドフランスの赤字問題で、さいたま市議会は、同市が提案していた実行委員会に追加補助金を出すための1億5200万円の補正予算案について採決を行わず廃案とした。議会事務局によると同市で予算案が廃案となったのは初めてという[174]。
- 31日
  - 東京大学出身のプロロードレース選手として2011年よりいくつかのチームで活動した西薗良太が、当年シーズン限りで現役を引退することを表明[175]。

## 死去
- 1月3日 バリー・スタンダー[176]（ 南アフリカ共和国・MTB選手、*1987年）
- 1月5日 ピエール・コガン（ フランス・ロードレース選手、*1914年）
- 1月13日 アンドレア・カッレア（ イタリア・ロードレース選手、*1924年）
- 2月11日 森哲也（ 日本・競輪選手、*1967年）[177]
- 4月6日 ミゲル・ポブレット（ スペイン・ロードレース選手、*1928年）
- 5月17日 フィリップ・ゴーモン（ フランス・ロードレース選手、*1973年）
- 8月2日 森田進（ 日本・競輪選手）[178]
- 8月11日 レイモン・ドリル（ フランス・ロードレース選手、*1943年）
- 10月16日　アルベール・ブルロン（ フランス・ロードレース選手、*1916年）